# Kraniotrakcja
Kraniotrakcja – jedna z operacji pomniejszających objętość płodu, polega na zaciśnięciu przebitej czaszki za pomocą kranioklastu (cranioclasia) i wydobyciu płodu za przebitą główkę.

## Wstępne warunki
- ujście szyjki macicy musi być rozwarte ≥ 6–7 cm
- sprzężna prawdziwa ≥ 6 cm

## Wykonanie
Wykonanie kraniotrakcji jest 6-etapowe z zastosowaniem kranioklastu Brauna.
Kranioklast Brauna składa się z 2 części:
- łyżki wewnętrznej - masywnej części o rowkowanej powierzchni
- łyżki zewnętrznej - części z okienkiem, o gładkiej powierzchni

Etapy:
1. Wprowadzenie łyżki wewnętrznej przez otwór po przebiciu główki
2. Wprowadzenie zewnętrznej, okienkowatej łyżki możliwie najwyżej na twarzyczkę
3. Złożenie łyżek w zamku
4. Kontrola nałożenia kranioklastu (głębokość w czaszce, przypadkowe ujęcie szyjki macicy/pochwy)
5. Zamknięcie kranioklastu i skręcenie zamka
6. Wykonanie trakcji

## Sytuacje szczególne

### Płód zmacerowany
U płodów zmacerowanych często nie udaje się założyć kranioklastu lub kranioklast łatwo się odrywa. W takim przypadku na czaszkę płodu zakłada się klemy Collina lub stosuje się kleszcze kostne Boero.

### Następująca główka
Jeśli w położeniu miednicowym główka zostaje zatrzymana nad wchodem miednicy to płód można uratować tylko za pomocą rękoczynu Martina-Wieganda-von Winckela. Jeśli główka nie może wstawić się do wchodu miednicy, to należy przebić następującą główkę. Zabieg ten jest trudny ze względu na grube części miękkie okolicy szyi.